# Stenkil
Stenkil Ragnvaldsson (ca. 1010 - 1066) was van ongeveer 1060 tot zijn dood koning van Zweden. 

## Familie
Stenkil was zoon van Ragnvald Ulfsson jarl van Västergötland en vermoedelijk diens tweede vrouw Astrid Njalsdotter. Dezelfde Astrid Njalsdotter wordt ook genoemd als tweede vrouw van koning Emund van Zweden. De identiteit van Ragnvald en Astrid in de literatuur is geconstrueerd door verschillende vermeldingen in de saga's te betrekken op dezelfde personen - niet zonder argumenten maar het blijft speculatief. Het enige dat zeker is, is dat Stenkil trouwde met een dochter van Emund, en dat ze niet allebei kinderen van Astrid Njalsdotter kunnen zijn geweest.
Ragnvald Ulfsson had te kampen met Noorse invallen en deed koning Olaf II van Noorwegen een vredesvoorstel, gebaseerd op een huwelijk met Ingered, dochter van Olof II van Zweden. Olof van Noorwegen accepteerde het aanbod maar Olof van Zweden had een hekel aan Olof van Noorwegen en weigerde. Ragnvald kon Olof van Zweden op een landdag dwingen om in het huwelijk toe te stemmen. Olof weigerde echter om zijn dochter naar Noorwegen te zenden en verloofde haar in plaats daarvan met Jaroslav de Wijze. Ragnvald begreep dat hij nu het ongenoegen van beide Olafs had gewekt. Hij loste dat op door Astrid, de bastaarddochter van Olof van Zweden die in zijn huishouding werd opgevoed, in plaats van Ingered als bruid aan te bieden aan Olof van Noorwegen. Die accepteerde en Rganvald bracht haar snel naar Noorwegen. Olof van Zweden wilde Rganvald nu op de volgende landdag laten executeren. Hij moest hem echter laten gaan toen Jaroslav hem de functie van jarl van Staraja Ladoga en Ingermanland aanbood.
Ragnvald was zoon van Ulf Tostesson, zoon van de bekende aanvoerder Skagul Toste - stamhoofd in Västergötland en een van de eerste Zweden die een Danegeld afdwong. De bijnaam Skagul betekent "veldslag" of "strijd". Astrid Njalsdotter was de dochter van Nial Finnsson en Gunhild Halvdansdotter uit Noorwegen.

## Leven
Stenkil werd tot koning van Zweden gekozen na het overlijden van Emund in 1060, want Emund had geen mannelijke erfgenamen. Zo verkreeg voor de eerste keer een persoon die niet tot het geslacht van Ynglinge behoorde de koningsmacht. Hiermee kwam het huis Stenkil op de Zweedse troon en zijn nakomelingen zouden tot 1126 (t/m Ragnvald Knaphövde) de troon bezetten.
Stenkil steunde missionarissen van het aartsbisdom Bremen. Hij zou de geestelijken die door Adalbert van Bremen aangevoerd werden, hebben geholpen bij de bouw van een sticht in het oord Sigtuna, waarna daar de eerste bisschopzetel in oostelijk Zweden ontstond. Wel verhinderde Stenkil dat Adalbert de oude tempel in Gamla Uppsala (het godsdienstige centrum van het oude Zweden) verwoestte, omdat hij bang was dat dit een opstand zou veroorzaken.
Stenkil stierf "in zijn bed", in hetzelfde jaar dat Harald III van Noorwegen in Engeland sneuvelde (1066). Volgens een legende is Stenkil begraven in Stora Levene.

## Kinderen
Stenkil en zijn vrouw kregen de volgende zoons:
- mogelijk Erik VII van Zweden;
- Halsten van Zweden;
- Inge I van Zweden.

Erik VI · Olaf II · Anund Jacob · Emund · Stenkil · Erik VII · Erik VIII · Halsten · Haakon · Inge I · Sven · Erik Årsäll · Filips · Inge II · Ragnvald · Magnus · Sverker I · Erik IX · Karel VII · Knoet I · Sverker II · Erik X · Johan I · Erik XI · Knoet II · Waldemar I · Magnus I · Birger I · Magnus II · Albrecht · Margaretha · Erik XIII · Christoffel · Karel VIII · Christiaan I · Johan II · Christiaan II · Gustaaf I · Erik XIV · Johan III · Sigismund · Karel IX · Gustaaf II Adolf · Christina · Karel X Gustaaf · Karel XI · Karel XII · Ulrike Eleonora · Frederik · Adolf Frederik · Gustaaf III · Gustaaf IV Adolf · Karel XIII · Karel XIV Johan · Oscar I · Karel XV · Oscar II · Gustaaf V · Gustaaf VI Adolf · Carl Gustaf XVI